# Vitfenad hammarhaj
Vitfenad hammarhaj (Sphyrna couardi) kan man hitta i östra Atlanten och den kan bli upp emot 3 meter lång.
Populationen infogades 1998 i flerhornig hammarhaj.